# Zweite Ausschläger Brücke
Die Zweite Ausschläger Brücke ist eine Straßenbrücke im Hamburger Stadtteil Hammerbrook. Die im Jahr 1903 errichtete Brücke führt den Ausschläger Weg über den Südkanal.
Zwei Brücken führen den Ausschläger Weg über Mittel- und Südkanal. Sie wurden im Abstand von zehn Jahren errichtet. Die Zweite Ausschläger Brücke ist mit einer Länge von 28 Metern die größere der beiden. Ihre Stahlfachwerkbögen werden durch Widerlager mit anschließenden Flügelmauern aus Beton getragen. Letztere sind mit Muschelkalk, Basaltlava und Bockhorner Klinkern verblendet.

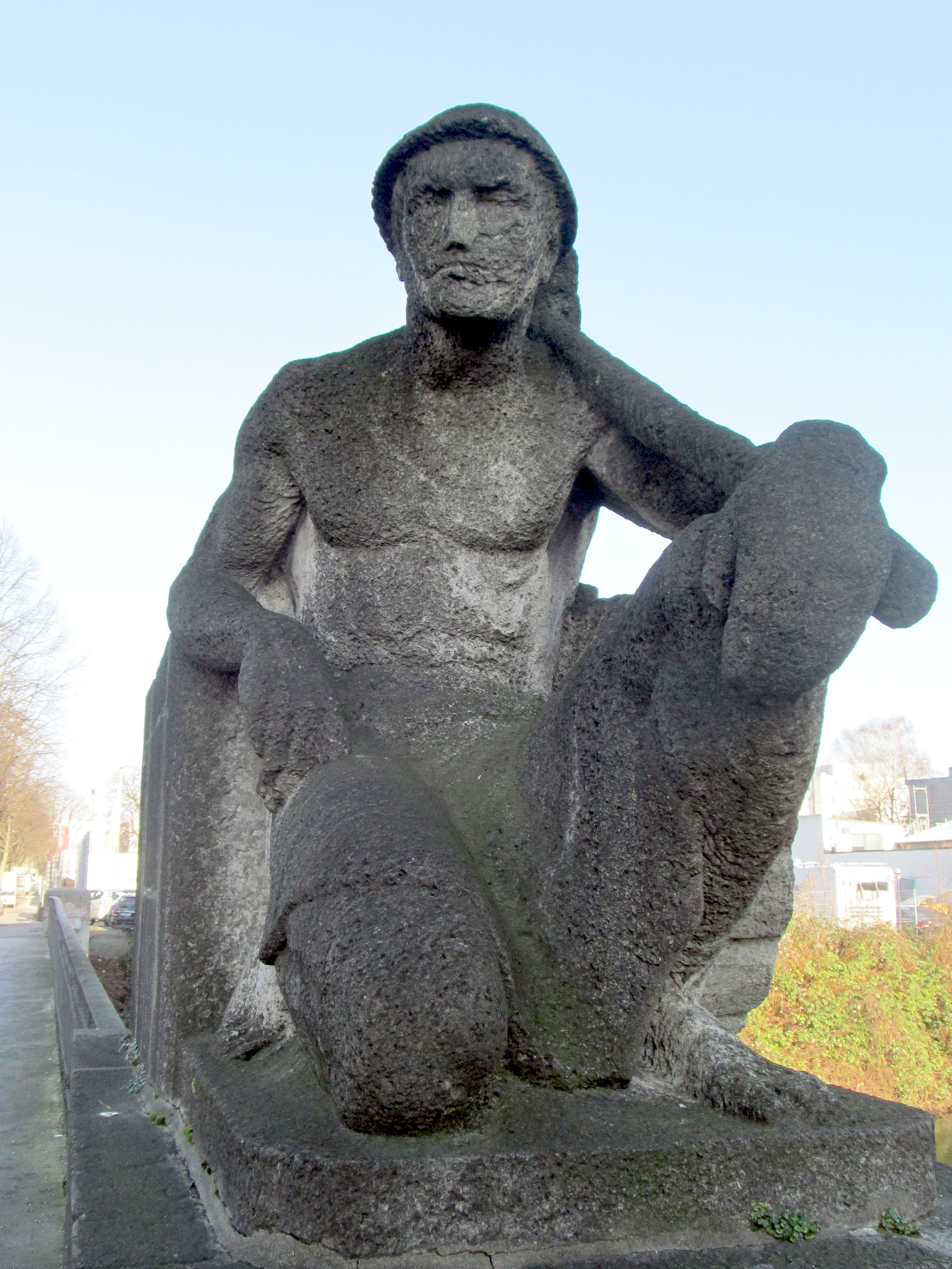
Arbeiter-Figur am südlichen Widerlager

Der Name des Ausschläger Weges geht zurück auf den niederdeutschen Begriff „Utslag“. Dieser bezeichnet das Land, das seewärtig vor dem Deich liegt. Das früher in dieser Gegend von den Bauern als Weideland genutzte Gebiet wurde im Winter von der Elbe und der Bille überspült.
Als Symbol des damaligen Arbeiterviertels schuf der österreichische Künstler Alfred Hofmann zwei Figuren aus Muschelkalk, die an der Brücke aufgestellt wurden: Zwei Kinder mit Mutter repräsentierten „Die Ruhe“ und ein Arbeiter mit Hammer stand als „Die Arbeit“ für die Werktätigen. Erstere Figur wurde im Zweiten Weltkrieg zerstört.
Die Brücke ist durch die Behörde für Kultur und Medien mit der Nummer 13804 in der Liste der Hamburger Kulturdenkmäler erfasst.